# Arenas movedizas secas
Las arenas movedizas secas son arena suelta cuya densidad aparente se reduce al soplar aire a través de ella y que cede fácilmente al peso o la presión. Actúa de manera similar a las arenas movedizas normales, pero no contiene agua y no funciona con el mismo principio. Las arenas movedizas secas son un ejemplo de un material granular.
Históricamente, se dudó de la existencia de arenas movedizas secas, y los informes de humanos y caravanas completas que se perdieron en arenas movedizas secas se consideraron folclore. En 2004, se creó en el laboratorio, pero aún no está claro cuál es su prevalencia real en la naturaleza.

## Investigación científica
Escribiendo en Nature, el físico Detlef Lohse y los colaboradores de la Universidad de Twente en Enschede, Países Bajos, permitieron que el aire fluyera a través de arena muy fina (el diámetro típico del grano era de aproximadamente 40 micrómetros) en un recipiente con una base perforada. Luego, apagaron la corriente de aire antes del inicio del experimento y permitieron que la arena se asentara: la fracción de relleno de esta arena fue solo del 41% (en comparación con el 55–60% para la arena no tratada)
Lohse descubrió que una pelota de tenis de mesa ponderada (radio 2 cm, masa 133 g), cuando se libera desde la superficie de la arena, se hundiría hasta unos cinco diámetros. Lohse también observó un "chorro de arena recto [disparando] violentamente al aire después de unos 100 ms". Se sabe que los objetos hacen salpicaduras cuando golpean la arena, pero este tipo de chorro nunca se había descrito antes.
Lohse Concluyó que
En la naturaleza, las arenas movedizas secas pueden evolucionar a partir de la sedimentación de arena muy fina después de haber sido lanzada al aire y, si son lo suficientemente grandes, podrían ser una amenaza para los humanos. De hecho, los informes de que los viajeros y vehículos enteros han sido tragados al instante pueden resultar creíbles a la luz de nuestros resultados.
Durante la planificación de las misiones lunares del Proyecto Apolo, las arenas movedizas secas en la luna se consideraron como un peligro potencial para las misiones. Sin embargo, los aterrizajes exitosos de las sondas Surveyor no tripuladas unos años antes y sus observaciones de una superficie sólida y rocosa descartaron esta posibilidad. Las placas grandes al final de las piernas del módulo lunar de Apolo se diseñaron para reducir este peligro, pero los astronautas no se encontraron con arenas movedizas.